# Araeopsylla gestroi
Araeopsylla gestroi är en loppart som först beskrevs av Rothschild 1906.  Araeopsylla gestroi ingår i släktet Araeopsylla och familjen fladdermusloppor. Inga underarter finns listade i Catalogue of Life.